# رادی مک‌داول
رادی مک‌داول (انگلیسی: Roddy McDowall؛ ۱۷ سپتامبر ۱۹۲۸ – ۳ اکتبر ۱۹۹۸) هنرپیشه، صدا پیشه و کارگردان اهل بریتانیا بود. وی بین سال‌های ۱۹۳۸ تا ۱۹۹۸ میلادی فعالیت می‌کرد.

## بخشی از فیلمشناسی
- سارا سیدون (۱۹۳۸)
- جنجال در کشتی (۱۹۳۸)
- کفش‌های مرد مرده (۱۹۴۰)
- تعقیب تبهکار (۱۹۴۱)
- دره من چه سرسبز بود (۱۹۴۱)
- نی‌نواز هاملین (۱۹۴۲)
- لسی به خانه بر می‌گردد (۱۹۴۳)
- صخره‌های سفید دوور (۱۹۴۴)
- کلیدهای پادشاهی (۱۹۴۴)
- مکبث (۱۹۴۸)
- طولانی‌ترین روز (۱۹۶۲)
- کلئوپاترا (۱۹۶۳)
- گربه جاسوس (۱۹۶۵)
- عزیز (۱۹۶۵)
- سیاره میمون‌ها (۱۹۶۸)
- تختخواب سحرآمیز (۱۹۷۱)
- ماجرای پوزیدون (۱۹۷۲)
- بانوی مسخره (۱۹۷۵)
- جنین (۱۹۷۶)
- شکار لاشخور (۱۹۷۹)
- سیاه‌چاله (۱۹۷۹)
- چارلی چان و نفرین ملکه اژدها (۱۹۸۱)
- شیطان زیر آفتاب (۱۹۸۲)
- آلیس در سرزمین عجایب (۱۹۸۵)
- شب وحشت (۱۹۸۵)
- بر فراز دریا (۱۹۸۷)
- آینه، آینه ۲: رقص کلاغ (۱۹۹۴)
- تابستان گذشته در همپتونز (۱۹۹۵)
- این مهمونی منه (۱۹۹۶)
- زندگی یک حشره (۱۹۹۸) (صدا)